# The River (Ali Farka Touré)
För andra betydelser, se The River (olika betydelser).
The River är ett musikalbum från 1991 av Ali Farka Touré.

## Låtlista
1. Heygana - 5:59
2. Goydiotodam - 6:25
3. Ai Bine - 6:21
4. Tangambara - 5:22
5. Toungere - 7:32
6. Jungou - 7:23
7. Kenouna - 5:02
8. Boyrei - 5:23
9. Tamala - 8:06
10. Lobo - 6:44
11. Instrumental - 2:59

## Medverkande
- Ali Farka Touré (Sång; Elgitarr; Akustisk gitarr; N'jarka)
- Amadou Cisse (Calabash; Slagverk; Sång)
- Mamaye Kouyate (N'goni 3,7)
- Rory McLeod (Munspel 4)
- Seane Keane (Fiol 2; Bodhran 2)
- Kevin Conneff (Fiol 2; Bodhran 2)